# Filipijnenzee
De Filipijnenzee of Filipijnse Zee is onderdeel van het westelijk deel van de grote Oceaan en wordt begrensd door de Filipijnen en Taiwan in het westen, Japan in het noorden, de Marianen in het oosten en Palau in het zuiden.
Ten noordwesten ligt de Oost-Chinese Zee, ten westen de Zuid-Chinese Zee en naar het zuidwesten de Celebeszee.

## Geografie
De Filipijnse Plaat vormt de bodem van de deze zee. Deze plaat duikt onder de Euraziatisch plaat, waardoor de Filipijnse archipel ontstaan is. Ten oosten van de Filipijnen ligt tussen deze twee platen als gevolg hiervan de Filipijnentrog. Hierin bevinden zich enkele van de diepste plekken op aarde.
Vanuit het oosten komt de Pacifische Noordequatoriale stroom die zich in deze zee splitst in een noordelijke en een zuidelijke tak, respectievelijk de Kuroshio en de Mindanaostroom.
In het noorden van de zee liggen de Izu-eilanden.

## Geschiedenis
Deze zee was in 1944 de locatie van de Slag in de Filipijnenzee. Dit was een zeeslag tijdens de Tweede Wereldoorlog tussen Japan en de Verenigde Staten.